# HD 95089 b
HD 95089 b — экзопланета, вращающаяся вокруг звезды оранжевого субгиганта IV HD 95089, находящегося на расстоянии приблизительно 453 световых лет в созвездии Лев.